# Перешкольник, Соломон Львович
Соломон Львович Перешкольник (Саня Перешкольник; 20 ноября 1936, Харьков — 21 апреля 2017, Москва) — российский зоолог, герпетолог, эколог, биогеограф, активист охраны природы и популяризатор науки. Ведущий зоолог научно-просветительского отдела (бывший Лекторий) Московского зоопарка. Автор и редактор научных и научно-популярных статей, книг, энциклопедий, фильмов и диафильмов по зоологии и биогеографии.

## Биография
Родился 20 ноября 1936 года в городе Харьков, в семье художников.
Отец Лев Михайлович (1902—1976) — график, плакатист, живописец, окончил Харьковский художественный институт (1923—1928), участник Великой Отечественной войны. Работал художником в издательствах «Дитвидав», «Молодой большевик», «Мистецтво», главным художником Харьковских художественно-производственных мастерских Художественного фонда УССР (с 1944). Его картины экспонируются в музеях: Луганский областной художественный музей.
С детства интересовался животными и содержал их у себя дома. Во время войны оставался в Москве (в возрасте 5-9 лет) вспоминал, что:

«в городе не осталось ни голубей, ни воробьев, ни уток, ни крыс — все живое в городе было тщательно подъедено».

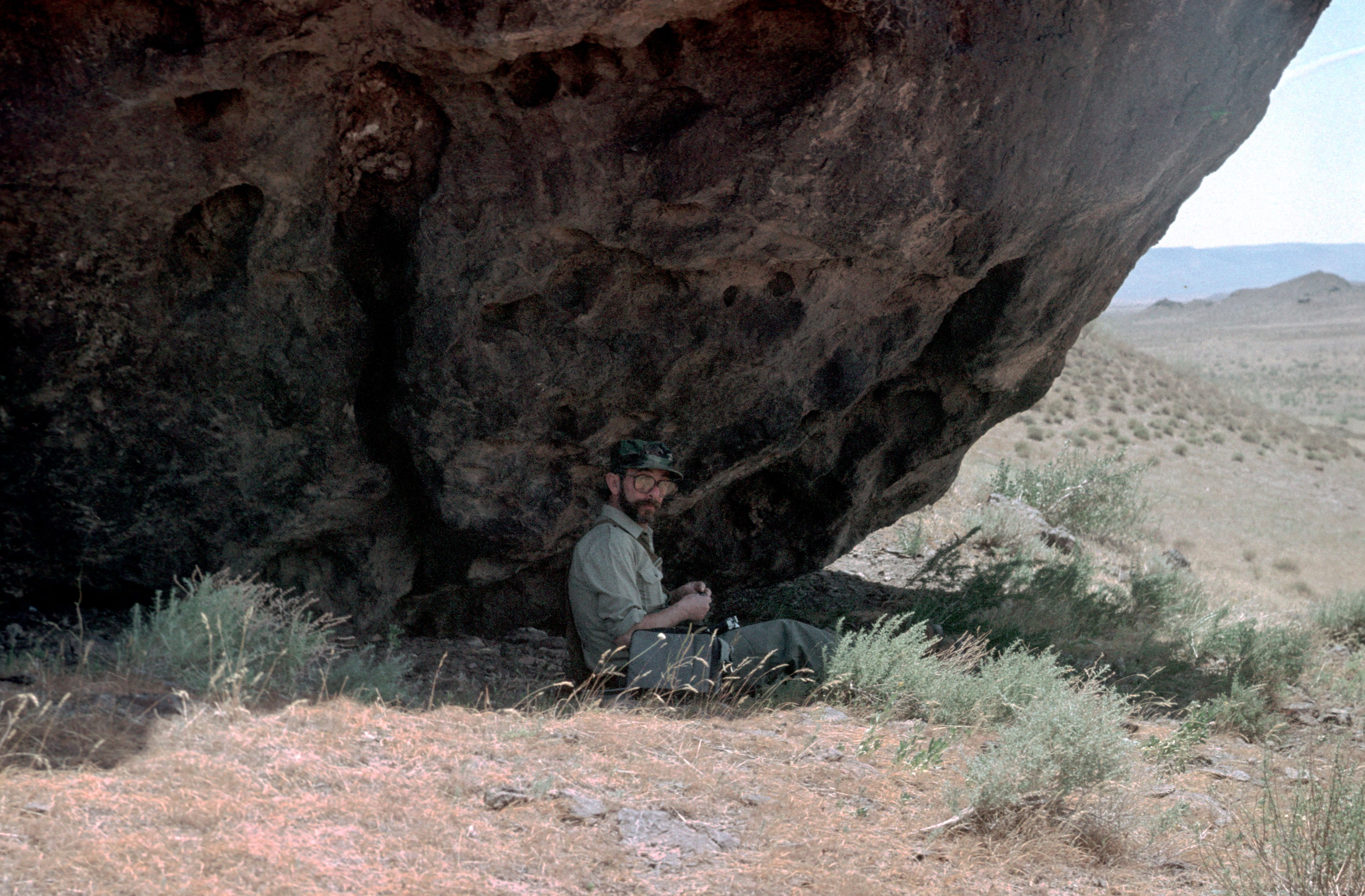
Экспедиция в Туркмению, 1989

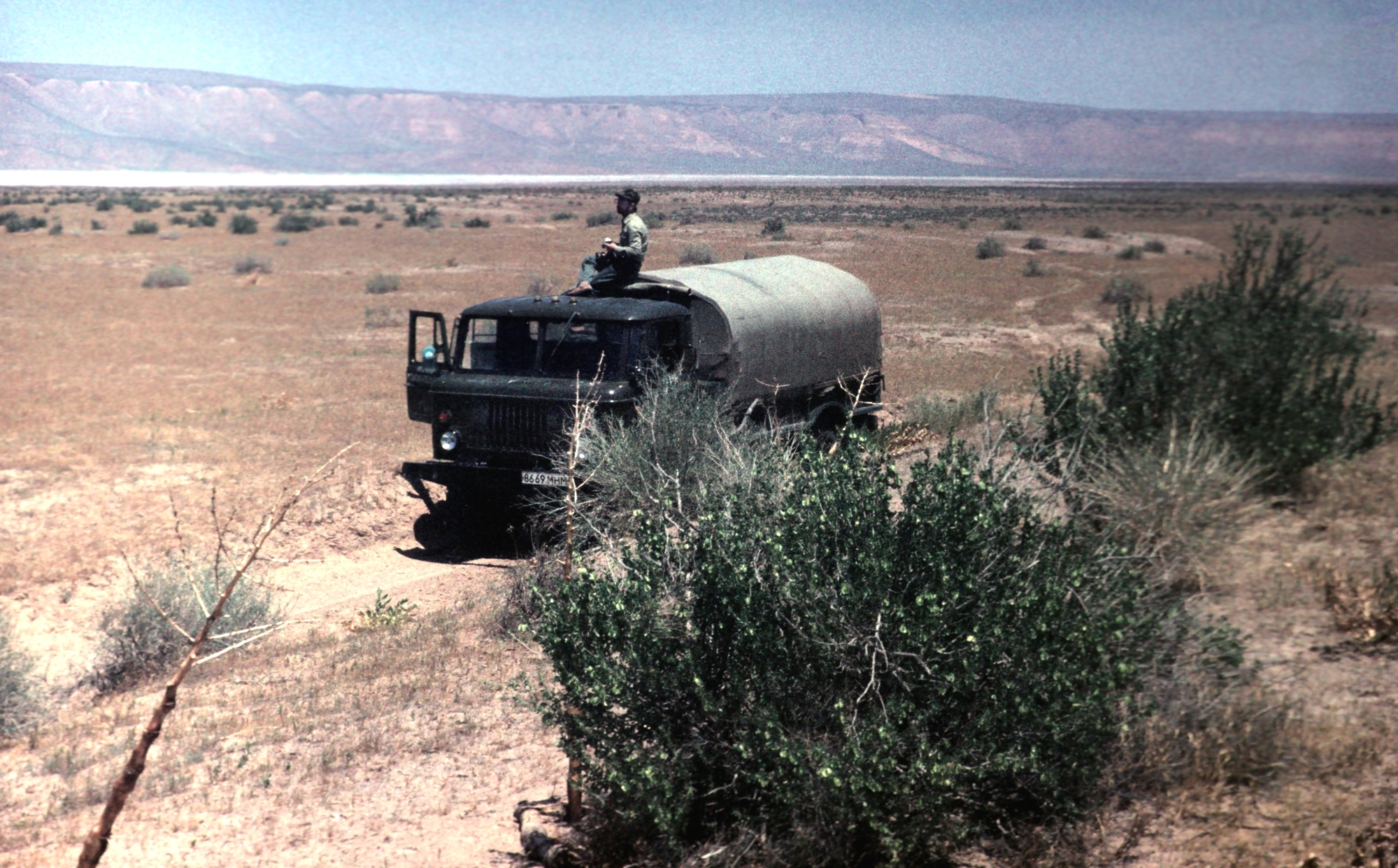
Экспедиция в Туркмению, 1989

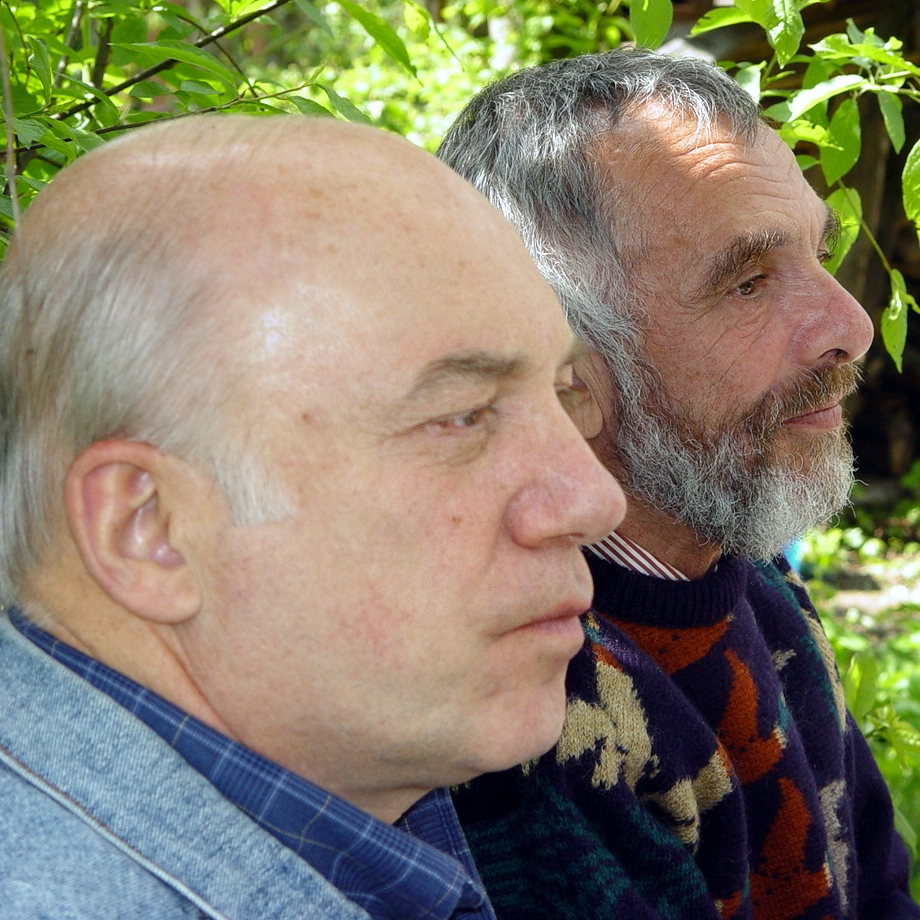
В Московской области, с Р. И. Злотиным, 2004

Был членом Кружка юных биологов зоопарка (КЮБЗ) и Всероссийского общества охраны природы (ВООП).
В 1960 году окончил факультет естествознания в Московском городском педагогическом институте имени В. П. Потёмкина (МГПИ).
Научную работу в области герпетологии начал под руководством профессора А. Г. Банникова. Исследовал амфибий и рептилий в Московской и Рязанской областях, и в многочисленных экспедициях в Краснодарский край и Среднюю Азию. Собранные им коллекции хранятся в Зоомузее МГУ. Отловленная Перешкольником в окрестностях хребта Сарыджаз ящерица была описана[кем?] как самостоятельный вид[какой?].
В 1960-е годы работал на Тянь-Шанской физико-географической станции в АН Киргизской ССР, село Покровка.
Работал в проблемной биологической лаборатории МГПИ (на Биолого-Химическом факультете) под руководством А. А. Иноземцева.
Более 40 лет проработал в Московском зоопарке. Вёл экскурсии в Террариуме, работал в лектории, был ведущим зоологом научно-просветительского отдела. Вёл активную просветительскую природоохранную работу на лекциях. В 1970-х — 1990-х годах неоднократно выступал в телепередачах «В мире животных».
С 1987 года был одним из инициаторов экологического движения «Спасём Утриш», обосновывавшего и пытавшегося законодательно оформить создание заповедника в районе мыса Большой Утриш.
Работал по научной теме «Изучение природной популяции средиземноморской черепахи Никольского с целью её охраны и создания базы для искусственного содержания и разведения».
Постоянно входил в состав жюри Конкурсов юных натуралистов имени П. А. Мантейфеля, проводимых в Московском зоопарке.
Участвовал в многочисленных экспедициях, главным образом, в Среднюю Азию и на Черноморское побережье Кавказа. Знал английский язык, выступал с докладами на международных конференциях по герпетологии и охране природы в Турции, Греции и США.
С 2013 года разрабатывал программу создания сафари-парка на базе подмосковного питомника Московского Зоопарка в районе города Волоколамск.
С 2014 года критиковал новое руководстве Московского зоопарка, в связи с приходом новой команды во главе с финансистом Н. В. Колобовой. В 2016 году был уволен из Зоопарка по сокращению штатов.
Скончался в ночь с 21 на 22 апреля 2017 года в Москве на 81-м году жизни. 26 апреля был кремирован в Митинском крематории на Митинском кладбище.

## Награды и премии
- 2004 — памятная медаль «30 лет работы в зоопарке», Московский Зоопарк, Департамент культуры Правительства Москвы[11].

## Членство в организациях
- Московское общество испытателей природы (МОИП)
- Герпетологическое общество имени А. М. Никольского

## Семья
- Дочь — Ольга (род. 1970) — медик.